# 浓缩物

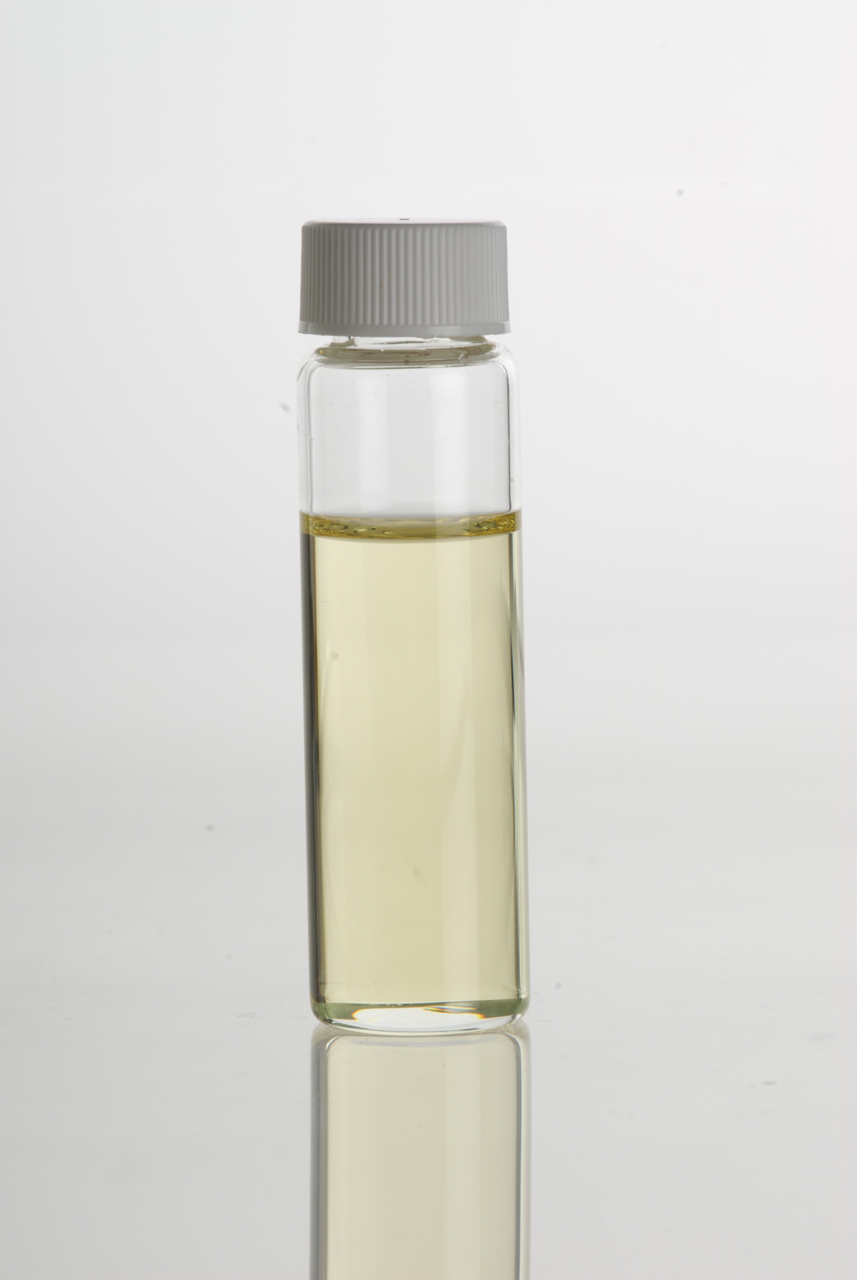
一種濃縮物

浓缩物是一种已经去除大部分基本成分（對於液體來說基本成分就是溶剂）的物质。通常情况下，當人們从溶液或悬浊液中去除水（例如从蔬果汁中去除水）後，剩下的物質就是浓缩物。製造浓缩物的一个好处是當运输這些物質时相較於濃縮前可以减少重量和体积，而且人們也可以在浓缩物中添加溶剂還原到濃縮前的狀態。

## 软饮料浓缩物
浓缩橙汁的技術于1939年被人申請专利。人們最初研究它的目的是在二战時能提供可靠的维生素C給军队。現今，大多数零售橙汁是通過复原橙汁浓缩物而制成的。
人們生產高度浓缩的糖漿後，再用碳酸水稀釋，基本上市場上銷售的軟性飲料生產過程都是如此。这种浓缩糖浆有时会直接出售給消费者，因为其价格相对较低，而且在運輸時可以节省重量。人們生產煉乳也是为了节省运输重量和防止变质。
由于食糖含量很高以及添加了防腐剂，大多数果汁和苏打水浓缩物的保質期都很长。